# قصر ليتا

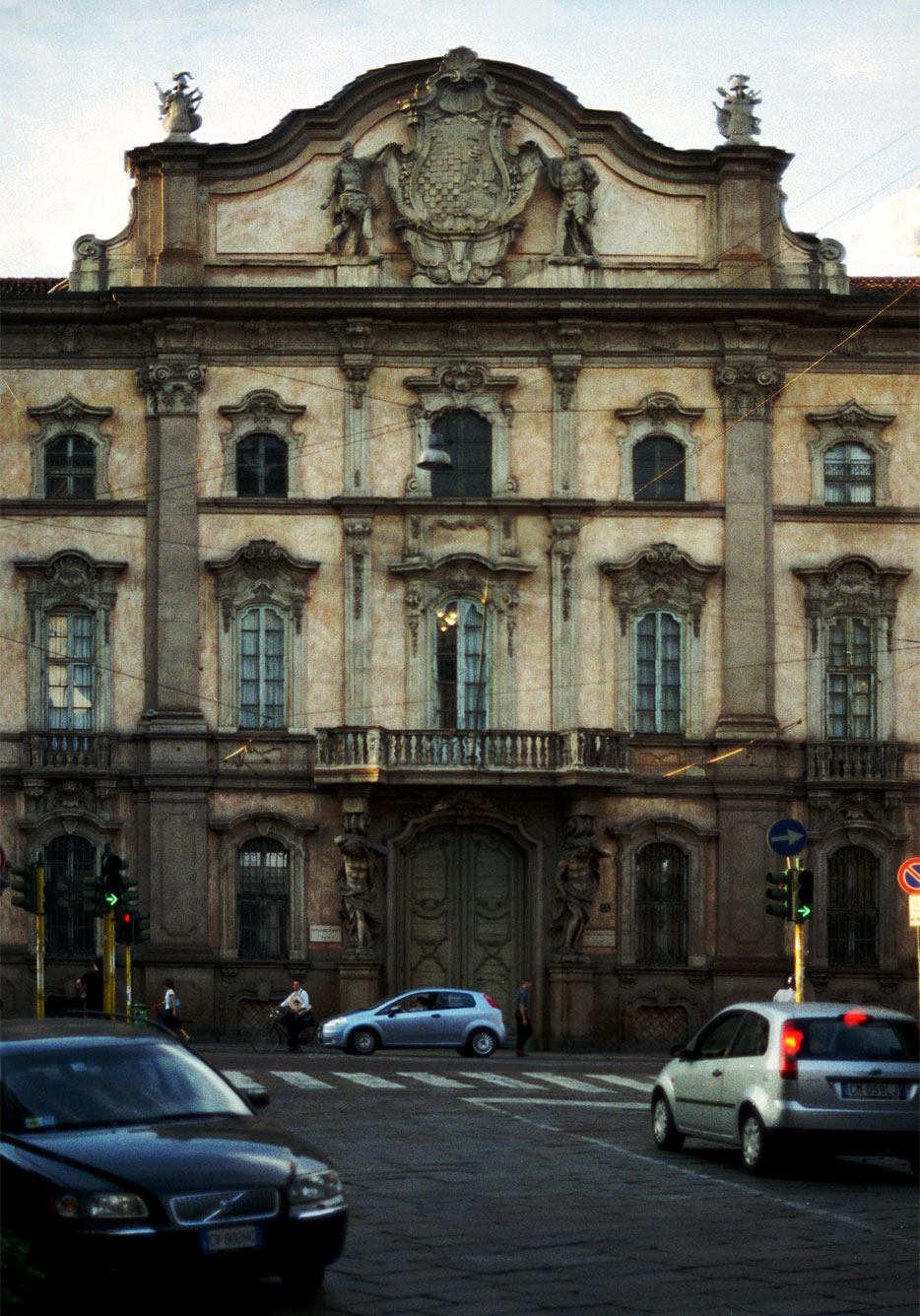
قصر ليتا

قصر ليتا (بالإيطالية: Palazzo Litta)‏ المعروف أيضا باسم قصر أريسي ليتا. مبنى باروكي في ميلانو شمال إيطاليا قبالة سان ماوريتسيو ال موناستيرو ماجيوري والتي يعود تاريخها إلى فترة الحكم الإسباني للمدينة.